# Соколівський цукровий завод
Соколівський цукровий завод  — підприємство харчової промисловості у Крижопільському районі Вінницької області.

## Історія соколівської цукроварні
Цукроварня збудована ще польським поміщиком Каролем Бжозовським (1846—1941) у 1874 році. Кароль син Зенона Бжозовського (Бржозовського) (Zenon Izydor Antoni Brzozowski) (родина Бжозовських гербу Беліна володіла Соколівкою). Кароль Бжозовський був одружений з Пелагеєю-Марією уродженою Потоцькою з містечка Печера на Вінниччині.

«Соколовский сахарный завод, при с. Соколовка, Ольгопольского уезда, Подольской губернии, основан в 1874 г. принадлежит дворянину Бржозовскому Карлу Зеноновичу. На заводе работало 345 человек и имелось 12 диффузоров, позволявшим перерабатывать 22219.8 тонн сахарной свеклы и давший 2285 тонн сахара-песка (данные на 1887 год). К делу относились достаточно серьезно, о чем свидетельствует например специальная метеорологическая станция при заводе, дававшая прогнозы погоды. Кроме сахарного завода, в Соколовке была паровая мельница, производительностью около 200 тонн муки».

## Сучасність
Станом на 2017 рік потужність заводу ― дві тисячі тонн буряків на добу. Підприємство запускалось в 2014/2015 МР і виготовило 13,7 тис. т цукру з 91,5 тис. т цукрових буряків, після дворічного простою цукровий завод відновив роботу у 2017 році після довготривалого простою.

## Продукція
Цукровий пісок, патока, жом.